# Delia Hinz
Delia Hinz (* 4. April 1943 in Berlin) ist ehemaliges Mitglied im Abgeordnetenhaus von Berlin (Die Linke, zuvor PDS).

## Politik
Hinz trat 1999 in die PDS ein. Sie war von 1992 bis 1995 Mitglied der Bezirksverordnetenversammlung von Pankow und von 1995 bis 2006 als direkt gewählte Abgeordnete Mitglied des Abgeordnetenhauses von Berlin. Hinz wurde im Mai 2023 in die Landesschiedskommission der Linken Berlin gewählt.